# 브룩다람쥐
브룩다람쥐(Sundasciurus brookei)는 다람쥐과에 속하는 설치류의 일종이다. 인도네시아와 말레이시아에서 발견된다. 자연 서식지는 아열대 또는 열대 기후 지역의 건조림이다. 서식지 감소로 위협을 받고 있다. 일반명과 종소명은 찰스 호스(Charles Hose)가 둘리트 산에서 수집한 표본에 토마스(Oldfield Thomas)가 사라왁 왕국 브룩 왕가의 두 번째 왕 찰스 브룩(Charles Brooke)의 이름을 따서 명명했다.